# Fabiana Santos
Fabiana Santos (Santo André, 3 de novembro de 1983) é uma piloto de bobsleigh brasileira.
Fabiana representou o Brasil nos Jogos Olímpicos de Inverno de 2014. Ela se juntou a Sally Mayara da Silva na prova de duplas feminina, terminando na 19.ª colocação.
Ela fez sua estreia na Copa do Mundo em fevereiro de 2005. Em abril de 2014, seu melhor resultado na Copa do Mundo foi o 15.º, em Lake Placid, nos Estados Unidos. Na etapa de Winterberg, na Alemanha, da Copa do Mundo de Bobsleigh de 2010–11, Fabiana sofreu um grave acidente, onde seu trenó virou, o capacete da atleta saiu e ela bateu a cabeça com força no gelo. A atleta ficou inconsciente por dois dias no hospital, ficou internada por cinco dias até ter alta hospitalar.